# Bayerische EP 1
Die elektrischen Personenzuglokomotiven der Gattung EP 3/5 waren die ersten elektrischen Lokomotiven für Einphasenwechselstrom von 15 kV und 16 2/3 Hz der Königlich Bayerischen Staatseisenbahnen. Sie waren die ersten Elektrolokomotiven in Bayern nach den Gleichstromtriebwagen auf der Bahnstrecke Türkheim–Bad Wörishofen und denen der Lokalbahn Aktien-Gesellschaft auf der Strecke Murnau–Oberammergau (5 kV 16 Hz, ab 1. Januar 1905). Die Bayerische EP 3/5, ab 1918 als EP1 20 001 – 005 bezeichnet, war hauptsächlich auf der Außerfernbahn eingesetzt. Von der DRG wurden sie als E 62 01 – 05 bezeichnet.

## Geschichte

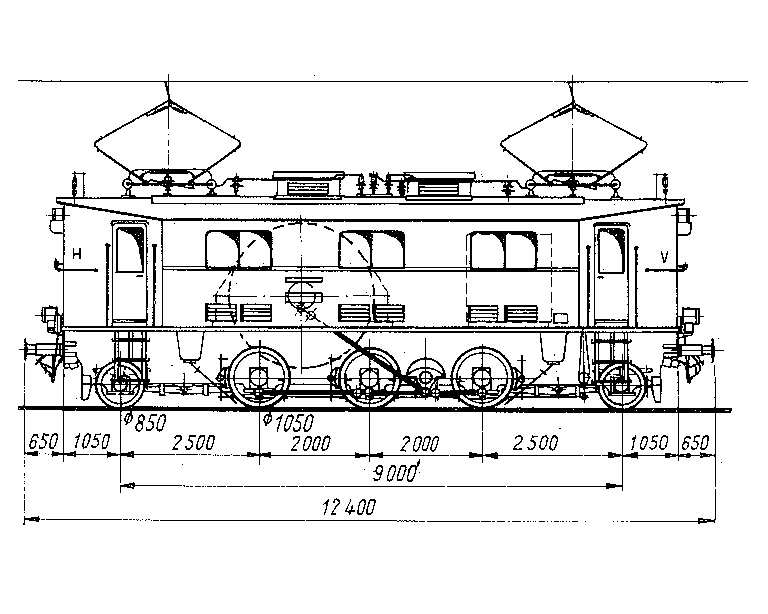
Maßskizze der E 62

Am 1. Juli 1912 wurde der Betrieb auf der Strecke Garmisch–Scharnitz aufgenommen, mit dem 28. Oktober 1912 erfolgte der elektrische Betrieb. Ab dem 28. Mai 1913 erfolgte auch auf der Strecke Garmisch–Reutte in Tirol die elektrische Zugförderung. Zu diesem Zweck wurden fünf Lokomotiven der Baureihe EP 3/5 20 001 – 005 durch die Bayerische Staatsbahn beschafft und 1913 in Dienst gestellt. Der Einsatz erfolgte hauptsächlich auf dem Streckenabschnitt Garmisch–Reutte, beheimatet waren die Lokomotiven im Bahnbetriebswerk Garmisch-Partenkirchen. Die Lokomotiven wurden verspätet geliefert, so dass den elektrischen Zugbetrieb anfangs die kkStB 1060 alleine bewältigen musste. Zur Eröffnung des elektrischen Betriebes auf den Strecken Freilassing–Bad Reichenhall und Bad Reichenhall–Berchtesgaden wurde die Maschine EP 3/5 20 001 nach Freilassing ausgeliehen. Im Gegensatz zu der Badischen A2, an denen sich die Lokomotiven technisch orientierten, zeigte die E 62 im Betriebsdienst befriedigende Eigenschaften. Die Bayerische Staatsbahn stattete diese Lokomotiven und die zugehörigen Personenwagen erstmals mit einer elektrischen Zugheizung aus und nicht wie bisher üblich mit einem Heizkessel.

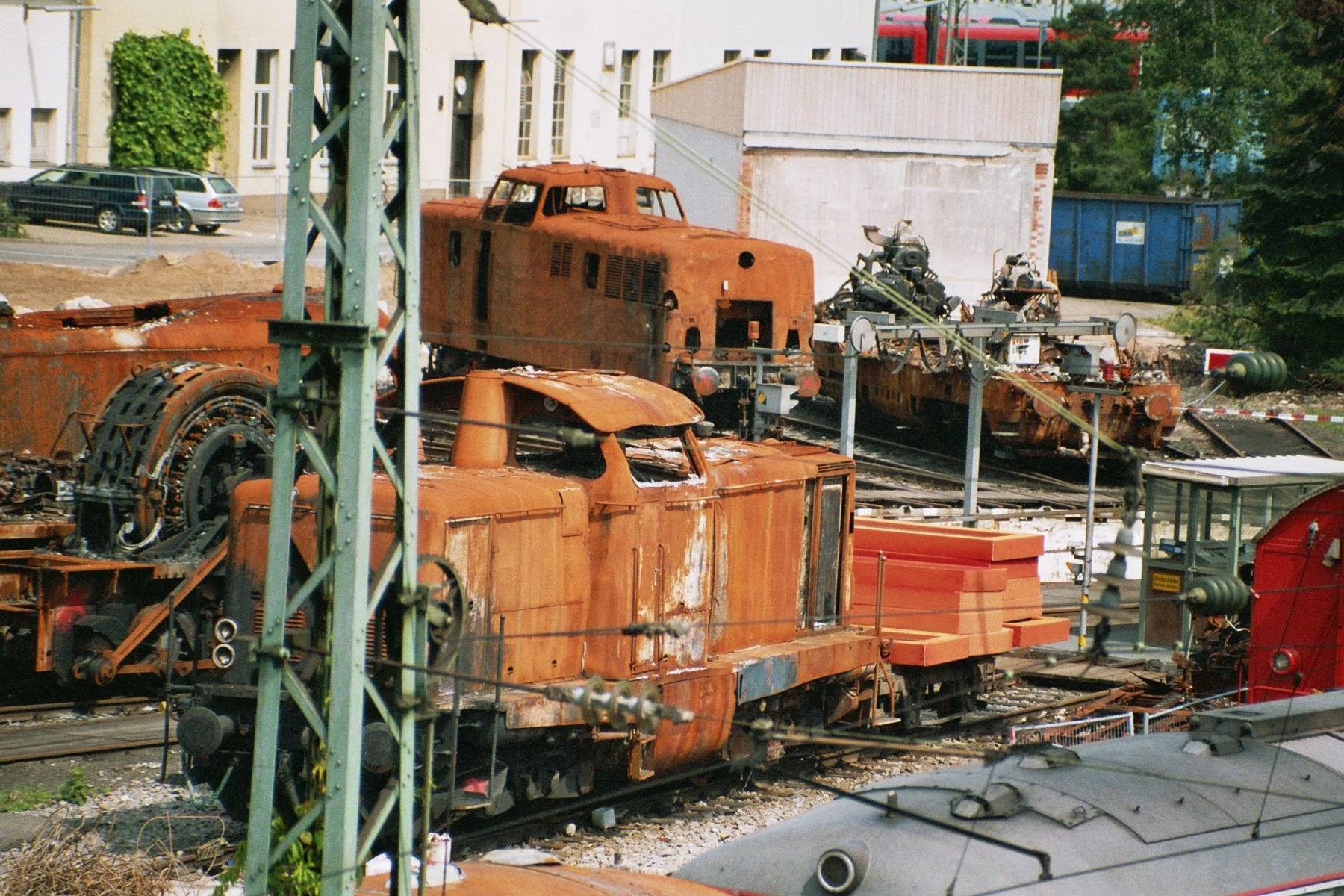
Foto der Brandopfer vom Depot Gostenhof-hinter einer V100 ist der Motor der E 62 01 zu erkennen

Die Lokomotiven konnten sich trotz steigender Zuglasten recht lange im Betrieb halten. Erst Ende der 1930er Jahre folgten die ersten Ausmusterungen. 1939 wurde die E 62 03 und 1941 die E 62 05 ausgemustert. Die restlichen Lokomotiven konnten sich auf Grund des Lokomotivmangels bis zu der Übernahme durch die Deutsche Bundesbahn retten. Die letzte Maschine im Betrieb war die E 62 01, die 1954 sogar noch einmal eine Hauptausbesserung erhielt. Danach war sie noch einige Zeit auf der inzwischen mit 15 kV 16 2/3 Hz AC elektrifizierten Lokalbahn Murnau–Oberammergau im Betrieb und wurde 1955 als letzte Lok ihrer Reihe ausgemustert. Die Lokomotive stand bis 1965 im Ausbesserungswerk München-Freimann und war für die Übernahme durch das Verkehrsmuseum Nürnberg vorgesehen. Letztendlich konnte aus Platzgründen nur das mittlere Rahmensegment mit zwei Antriebsachsen, dem Fahrmotor und der schrägen Treibstange übernommen werden. Bei dem Brand im Lokschuppen Gostenhof im Jahr 2005 wurde dieses Exponat schwer beschädigt. Es ist noch vorhanden, eine Aufarbeitung erfolgte bis heute (2022) nicht.
 Anlässlich des Jubiläums der eingangs erwähnten Außerfernbahn nach Reutte wurde sie 2013 auf einer Sonderbriefmarke dargestellt.

## Technik
Vom Laufwerk her waren die Lokomotiven wie die Badische A2 ausgeführt. Um deren Schwierigkeiten beim Fahrzeuglauf zu vermeiden, wurde der Antrieb wie bei der kkStB 1060 mit nur einem Motor und einer schräg liegenden Treibstange ausgeführt. Dadurch wurden Schüttelschwingungen vermieden, wie sie bei der Badischen A2 auftraten. Die Laufachsen waren als Adamsachse ausgeführt mit ±65 mm Seitenspiel, die erste und die dritte Kuppelachse war fest im Rahmen gelagert, die mittlere Kuppelstange besaß ±25 mm Seitenspiel. Der Treibraddurchmesser war aus Rücksicht der Steigungsstrecke lediglich mit 1.050 mm ausgewählt worden, das allerdings auf Kosten der Geschwindigkeit. Diese war vom Laufwerk her für 60 km/h ausgelegt, die Drehzahl des unter Strom liegenden Fahrmotors erlaubte aber nur die angegebenen 45 km/h. Die Lokomotive besaß einen Schrägstangenantrieb mit nur einem Antriebsmotor und Treibstange, dieser Antrieb wurde dann auch Standard bei den weiteren Lokomotiven aus der Zeit vor dem Ersten Weltkrieg (E 36, E 01 und E 30) mit höheren Geschwindigkeiten. Der Rahmen und der Wagenkasten waren ähnlich der Badischen A2 ausgeführt, mit Endführerständen und abgeschrägten Enden. Der Unterschied zur Vorgängervariante waren die in der Stirnseite angeordneten Übergangstüren und in den Seitenwänden über den Fußböden angeordneten Lüfterschlitze.
Die Lokomotiven waren mit einem ölgekühlten Haupttransformator ausgerüstet, mit einer Dauerleistung von 560 kVA und einem Gesamtgewicht von 8,31 t. Er besaß auf der Sekundärseite elf Anzapfungen für die Leistungssteuerung des elektrischen Fahrmotors. Ein Drehtransformator konnte für eine Feinregelung eingesetzt werden, jedoch musste zum Umschalten zwischen den Transformatorstufen die Lastschalter geöffnet werden. Dies führte aufgrund der Zugkraftunterbrechung zu ruckartigen Bewegungen. Ursprünglich hatte der Transformator noch eine Anzapfung von 300 V, später von 800 V für Nebeneinrichtungen und die Zugheizung. Mit dieser Anzapfung konnte die Lokomotive eine Heizleistung von 90 kW bereitstellen. Später kam noch eine Anzapfung von 1.000 V für die umgebaute elektrische Zugheizung hinzu. Der Fahrmotor war ein 28 poliger, selbstgekühlter Einphasen-Reihenschlussmotor mit zwei Kommutatoren. Die größte Spannung am Motor betrug 383,5 V. Bis zu einer Geschwindigkeit von 28,5 km/h konnte der Fahrmotor das Anfahrdrehmoment von 48 kNm aufbringen. Bei halb abgenützten Radreifen und bei höchster Fahrgeschwindigkeit drehte der Motor mit 238/min.